# Machaerina involuta
Machaerina involuta är en halvgräsart som beskrevs av Harold St.John. Machaerina involuta ingår i släktet Machaerina och familjen halvgräs.
Artens utbredningsområde är Tubuaiöarna. Inga underarter finns listade i Catalogue of Life.